# Jan van Paradijs
Jan van Paradijs (Haarlem, 9 juni 1946 - Amsterdam, 2 november 1999) was een Nederlands astrofysicus. Hij was vooral bekend vanwege zijn onderzoek naar gammaflitsen en ontdekte als eerste, samen met twee van zijn studenten, het optisch nagloeien van een gammaflits.

## Biografie

### Jeugd
Jan van Paradijs werd op 9 juni 1946 geboren in Haarlem als oudste in een gezin van zeven kinderen. Zijn middelbareschooltijd volgde hij aan de hogereburgerschool in Haarlem, waar hij een interesse ontwikkelde in de vakgebieden wiskunde, natuurkunde en astronomie.

### Academische en wetenschappelijke carrière
In 1963 begon Van Paradijs zijn studie in deze vakken aan de Universiteit van Amsterdam alwaar hij zijn kandidaats in 1966 behaalde. Onder begeleiding van David Koelbloed behaalde Van Paradijs in 1970 zijn doctorandustitel. In aanloop naar zijn proefschrift publiceerde hij meerdere wetenschappelijke artikelen, waaronder een artikel in het gezaghebbende Nature in 1972. In 1975 behaalde hij zijn doctorstitel voor zijn onderzoek Studies of Line Spectra of G- and K-Type Stars naar de spectraallijnen van verschillende typen hoofdreekssterren, met promotor David Koelbloed en copromotor Cees Zwaan (Universiteit Utrecht).
Na zijn promotie hield Van Paradijs zich voornamelijk bezig met onderzoek naar röntgendubbelsterren en neutronensterren. In deze tijd was hij als postdoc werkzaam aan het Massachusetts Institute of Technology, waar hij kennis maakte met Walter Lewin. Dit bleek het begin van een jarenlange samenwerking; samen zouden ze meer dan honderd wetenschappelijke artikelen publiceren, voornamelijk op het gebied van gammaflitsen. In 1978 toonde hij (samen met Lewin en Ronald E. Taam) aan dat het compacte object binnen een X-ray burster een neutronenster is.
In 1988 werd Van Paradijs hoogleraar aan de Universiteit van Amsterdam. Twee jaar later ontmoette hij Chryssa Kouveliotou, tevens astronoom, met wie hij in 1992 in het Marshall Space Flight Center in Huntsville trouwde. Samen met Kouveliotou publiceerde hij 90 wetenschappelijke artikelen.

### Latere leven
In de laatste jaren van zijn leven had Jan van Paradijs te maken met verschillende ziektes. In 1996 werd bij hem een grote bacteriële infectie ontdekt in een van zijn longen en later werd ook nog kanker bij hem geconstateerd. Ondanks zijn steeds slechter wordende gezondheid, waren dit de productiefste jaren voor Van Paradijs. Zo ontdekten zijn studenten Paul Groot en Titus Galama in 1997 het optisch nagloeien van een gammaflits en in 1998 was hij mede-auteur van een door zijn vrouw geschreven artikel over de ontdekking van magnetars. Daarnaast was hij mede-auteur van een publicatie van zijn studenten Paul Groot en Titus Galama die voor het eerst een gammaflits koppelde aan een supernova. Dit betrof de supernova SN 1998bw en is mogelijk ook de eerste observatie van een supernova die resulteerde in het ontstaan van een stellair zwart gat.
Jan van Paradijs overleed op 2 november 1999 op 53-jarige leeftijd aan de gevolgen van kanker en liet een zoon en een dochter na uit een eerder huwelijk. Hij publiceerde meer dan 400 wetenschappelijke artikelen waarvan 33 in Nature.

## Onderscheidingen
- 1983: Pastoor Schmeitsprijs
- 1998: Bruno Rossi-prijs
- 1999: Planetoïde vernoemd naar Van Paradijs: (9259) Janvanparadijs

- Bibliothèque nationale de France: cb12376240n (data)
- CiNii: DA07606239
- Gemeinsame Normdatei: 172301211
- International Standard Name Identifier: 0000 0001 0868 9840
- Library of Congress Control Number: nr92020247
- Mathematics Genealogy Project: 114218
- Nationale Bibliotheek van Israël: 987007450402505171
- Nederlandse Thesaurus van Auteursnamen: 146836391
- Système universitaire de documentation: 090290321
- Virtual International Authority File: 9928756
- WorldCat: E39PBJxd46GQXq8btWBD8d8jYP